# Karin Aspelin
Karin Aspelin (...) è un'ex sciatrice alpina svedese.

## Biografia
Slalomista pura, la Aspelin vinse il titolo nazionale svedese nel 1969 e nel 1972; non debuttò in Coppa del Mondo e non prese parte a rassegne olimpiche o iridate.

## Palmarès

### Campionati svedesi
- 2 ori (slalom speciale nel 1969; slalom speciale nel 1972)[1]